# Дрєєв Олексій Сергійович
Олексій Сергійович Дрєєв (нар. 30 січня 1969, Ставрополь) — радянський і російський шахіст, гросмейстер (1989). Заслужений майстер спорту Росії. У складі команди Росії триразовий переможець Всесвітніх шахових олімпіад (1992, 1994, 1996) і дворазовий переможець командних чемпіонатів світу (1997, 2005). Чемпіон Європи зі швидких шахів (2012).
Його рейтинг станом на березень 2020 року — 2655 (89-те місце у світі, 21-ше серед шахістів Росії).

## Біографія
Мати — Ніна Михайлівна, батько — Сергій Сергійович (за освітою інженер), старша сестра — Тетяна.
Дрєєв навчився грати в шахи від свого батька у шість років.
З восьми років він тренувався у шахового майстра Володимира Сайгіна, з 11 років у Марка Дворецького.
Від 1985 року постійним тренером Дрєєва є міжнародний майстер Олександр Філіпенко.
У 1983 і 1984 роках Дрєєв двічі поспіль виграв чемпіонати світу серед юнаків до 16 років. 1984 року Дрєєв посів друге місце на чемпіонаті світу серед юнаків до 20 років.
На турнірі молодих радянських майстрів, який відбувся 1986 року в Таллінні, Дрєєв посів друге місце після Василя Іванчука. У 1988 році разом з Борисом Гельфандом завоював звання чемпіона Європи серед юнаків.
У 20 років Дрєєву присвоюють звання міжнародний гросмейстер.
1990 року, у Львові, Олексій Дрєєв виграв (спільно з Олексієм Шировим, Леонідом Юдасіним і Смбатом Лпутяном) зональний турнір до чемпіонату світу. На міжзональному турнірі в Манілі посів п'яте місце й дістав можливість грати в матчах претендентів.
У першому матчі претендентів зустрівся з Вішванатаном Анандом і програв 1½:4½ (+1-4=5).
Дрєєв брав участь у нокаут-чемпіонатах світу ФІДЕ. 1997 року в Гронінгені дійшов до чвертьфіналу, де програв Борису Гельфанду. У 1999 році в Лас-Вегасі дійшов до однієї восьмої фіналу, де програв Майклові Адамсу. 2000 року в Нью-Делі дійшов до однієї восьмої фіналу, де програв Веселину Топалову. У 2001 році в Москві дійшов до однієї восьмої фіналу, де програв Вішванатану Ананду. 2004 року в Триполі дійшов до однієї восьмої фіналу, де програв Леньєрові Домінгесу, шахістові з Куби.
Дрєєв вважається знавцем дебютів і має позиційний стиль гри.
Дрєєв постійно грає за команду Росії. У складі команди Росії він брав участь у шахових Олімпіадах в Москві (1994), в Єревані (1996) та в Кальвії (2004).
Найбільш значущі перемоги Дрєєва в турнірах були: в Білі (Швейцарія) у 1995 році, у Вейк-ан-Зеє (Нідерланди) (1995) і в Дос Ерманасі (Іспанія) (2002 і 2003).
На чемпіонаті Росії 2004 року, Дрєєв посів третє місце: 5½ з 10 (+3-2=5).
У вересні 2016 року отримав звання старшого тренера ФІДЕ.

## Спортивні досягнення
| Рік  | Місто                      | Турнір                                                               | +  | − | =  | Результат | Місце   |
| ---- | -------------------------- | -------------------------------------------------------------------- | -- | - | -- | --------- | ------- |
| 1982 | Сочі                       | Відбірковий турнір до чемпіонату світу серед юнаків (до 16 років)    |    |   |    |           | 1-2     |
| 1983 | Букараманга (Колумбія)     | Чемпіонат світу серед юнаків (до 16 років)                           |    |   |    | 11 з 13   | 1       |
| 1984 | Париж                      | Чемпіонат світу серед юнаків (до 16 років)                           |    |   |    | 8½ з 11   | 1(1-3)  |
|      | Кільява (Фінляндія)        | Чемпіонат світу серед юніорів (до 20 років)                          | 7  | 0 | 6  | 10 з 13   | 2       |
| 1985 | Львів                      | Чемпіонат СРСР серед молодих майстрів (9 кат.)                       | 3  | 2 | 10 | 8 з 15    | 5-7     |
| 1986 | Таллінн                    | Чемпіонат СРСР серед юніорів (до 20 років)                           | 6  | 2 | 7  | 9½ з 15   | 2       |
| 1987 | Павлодар                   | Відбірковий турнір чемпіонату СРСР                                   | 3  | 0 | 7  | 6½ з 10   | квал.   |
|      | Ужгород                    | Чемпіонат СРСР серед молодих майстрів (8 кат.)                       | 4  | 1 | 10 | 9 з 15    | 4-5     |
| 1988 | Боржомі                    | Відбірковий турнір до чемпіонату світу серед юніорів (до 20 років)   |    |   |    |           | 1       |
|      | Москва                     | Москва-В (8 кат.)                                                    | 5  | 0 | 6  | 8 з 11    | 1       |
|      | Вільнюс                    | Чемпіонат СРСР серед молодих майстрів (9 кат.)                       | 5  | 2 | 8  | 9 з 15    | 3-5     |
|      | Барнаул                    | Відбірковий турнір 56-го чемпіонату СРСР                             | 3  | 0 | 6  | 6 з 9     | 1-6     |
|      | Сімферополь                | Чемпіонат СРСР, 1-ша ліга                                            | 7  | 2 | 8  | 11 з 17   | 4-6     |
|      | Арнем                      | Чемпіонат Європи серед юніорів (до 20 років)                         | 10 | 2 | 1  | 10½ з 13  | 1       |
| 1989 | Москва                     | Турнір GMA (швейц.)                                                  | 2  | 0 | 7  | 5½ з 9    | 11-40   |
|      | Арнем                      | Чемпіонат Європи серед юніорів (до 20 років)                         | 7  | 2 | 4  | 9 з 13    | 2-3     |
|      | Нью-Йорк                   |                                                                      | 3  | 0 | 6  | 6 з 9     | 6-15    |
|      | Горький                    | 56-й чемпіонат СРСР (півфінал)                                       | 7  | 2 | 4  | 9 з 13    | 3       |
|      | Одеса                      | 56-й чемпіонат СРСР (фінал)                                          | 2  | 2 | 11 | 7½ з 15   | 8-9     |
|      | Тбілісі                    | Чемпіонат СРСР серед молодих майстрів (9 кат.)                       | 5  | 1 | 9  | 9½ з 15   | 3       |
|      | Пальма-де-Мальорка         | Турнир GMA (швейц.)                                                  | 4  | 0 | 5  | 6½ з 9    | 4-15    |
|      | Тунха (Колумбія)           | Чемпіонат світу серед юніорів (до 20 років)                          |    |   |    |           | 6       |
| 1990 | Львів                      | Зональний турнір                                                     | 3  | 0 | 6  | 6 з 9     | 1-4     |
|      | Маніла                     | 15-й міжзональний турнір                                             | 3  | 0 | 10 | 8 з 13    | 5-11    |
|      | Еребру                     |                                                                      | 3  | 0 | 2  | 4 з 5     | 1-2     |
| 1991 | Москва                     | 58-й чемпіонат СРСР                                                  | 2  | 2 | 7  | 5½ з 11   | 23-38   |
|      | Мадрас                     | Матч претендентів проти В.Ананда                                     | 1  | 4 | 1  |           |         |
| 1992 | Маніла                     | 30-та шахова Олімпіада                                               |    |   |    |           | 1       |
|      | Подольськ                  | (11 кат.)                                                            | 4  | 0 | 7  | 7½ з 11   | 1       |
|      | Гудрике (Індія)            |                                                                      |    |   |    |           | 3       |
|      | Каппель-ла-Гранд (Франція) |                                                                      | 5  | 0 | 4  | 7 з 9     | 2-3     |
|      | Брно                       | (11 кат.)                                                            | 2  | 0 | 7  | 5½ з 9    | 2-3     |
|      | Дебрецен                   | Командний чемпіонат Європи                                           |    |   |    |           | 1       |
| 1993 | Біль                       | 16-й міжзональний турнір                                             | 5  | 2 | 6  | 8 з 13    | 10-16   |
|      | Ростов-на-Дону             |                                                                      | 5  | 1 | 3  | 6½ з 9    | 2-6     |
|      | Санкт-Петербург            | Зональний турнір                                                     | 4  | 1 | 4  | 6 з 9     | 2-4     |
|      | Санкт-Петербург            | (опен)                                                               | 7  | 0 | 2  | 8 з 9     | 1       |
|      | Тілбург                    |                                                                      | 4  | 0 | 4  |           | 9-16    |
|      | Люцерн                     | Командний чемпіонат світу                                            | 4  | 0 | 2  | 5 з 6     | 2       |
| 1994 | Алушта                     | (14 кат.)                                                            | 3  | 2 | 4  | 5 з 9     | 2-4     |
|      | Тілбург                    |                                                                      | 2  | 1 | 7  |           | 5-8     |
|      | Дортмунд                   | (16 кат.)                                                            | 2  | 2 | 5  | 4½ з 9    | 4-7     |
|      | Брно                       | (13 кат)                                                             | 5  | 2 | 2  | 6 з 9     | 1-2     |
|      | Маніла                     | 31-ша шахова Олімпіада                                               | 4  | 1 | 3  | 5½ з 8    | 1       |
| 1995 | Вейк-ан-Зеє                |                                                                      | 9  | 1 | 4  |           | 1       |
|      | Лінарес                    | (17 кат.)                                                            | 2  | 4 | 6  | 5 з 12    | 9-10    |
|      | Біль                       | (15 кат.)                                                            | 5  | 0 | 8  | 9 з 13    | 1       |
|      | Лондон                     |                                                                      | 4  | 3 | 3  | з         | 2       |
|      | Новосибірськ               | (15 кат.)                                                            | 2  | 2 | 7  | 5½ з 11   | 6-8     |
|      | Ялта                       | (рапід; 16 кат.)                                                     | 4  | 1 | 1  | 4½ з 6    | 1-2     |
|      | Еліста                     | Чемпіонат Росії (швейц.)                                             | 3  | 1 | 7  | 6½ з 11   | 13-20   |
|      | Реджо-нель-Емілія          | (14 кат.)                                                            | 2  | 0 | 7  | 5½ з 9    | 1-3     |
| 1996 | Вейк-ан-Зеє                | (17 кат.)                                                            | 3  | 2 | 8  | 7 з 13    | 4-7     |
|      | Москва                     | «Кремлівські зірки»                                                  | 3  | 2 | 0  | з         | 5-8     |
|      |                            | Матч проти Єруна Пікета                                              | 3  | 1 | 4  | з         |         |
|      | Нуслох                     | (15 кат.)                                                            | 4  | 2 | 5  | 6½ з 11   | 3       |
|      | Єреван                     | 32-га шахова Олімпіада                                               | 2  | 0 | 5  | з         | 1       |
|      | Еліста                     | 49-й чемпіонат Росії (швейц.)                                        | 5  | 1 | 5  | 7½ з 11   | 2-3     |
|      | Будапешт                   | Клубний чемпіонат Європи                                             | 2  | 0 | 2  | з         |         |
| 1997 | Лінарес                    | (18 кат.)                                                            | 2  | 5 | 4  | 4 з 11    | 10      |
|      | Гронінген                  | Чемпіонат світу ФІДЕ                                                 | 4  | 1 | 7  | з         | 5-8     |
|      | Еліста                     | Чемпіонат Росії                                                      |    |   |    | з         | 3       |
|      | Люцерн                     | Командний чемпіонат світу                                            | 1  | 1 | 3  | з         | 1       |
| 1998 | Еліста                     | 33-тя шахова Олімпіада                                               | 2  | 1 | 7  | з         | 1       |
|      | Еліста                     | Турнір на кубок Президента                                           | 3  | 1 | 13 | з         | 4       |
|      | Санкт-Петербург            | 51-й чемпіонат Росії (швейц.)                                        | 4  | 1 | 6  | 7 з 11    | 5-11    |
|      | Самара                     | Фінал кубка Росії                                                    | 2  | 2 | 7  | 5½ з 11   | 6-7     |
|      | Бад-Вісзе                  | Чемпіонат Баварії                                                    | 6  | 1 | 2  | 7 з 9     | 4-13    |
| 1999 |                            | Анібал (Лінарес-опен)                                                | 6  | 0 | 4  | 8 з 10    | 1       |
|      | Убеда                      |                                                                      | 7  | 0 | 3  | 8½ з 10   | 2 (1-2) |
|      | Шеньян                     | Кубок Тан Чін Нам (13 кат.)                                          | 4  | 1 | 4  | 6 з 9     | 1-2     |
|      | Лас-Вегас                  | Чемпіонат світу ФІДЕ                                                 | 2  | 0 | 6  | з         | 9-16    |
| 2000 | Гастінгс                   | (13 кат.)                                                            | 4  | 1 | 4  | 6 з 9     | 2-3     |
|      | Ессен                      | (15 кат.)                                                            | 2  | 0 | 7  | 5½ з 9    | 1-3     |
|      | Пекін                      | Кубок Тан Чін Нам (16 кат.)                                          | 4  | 1 | 4  | 6 з 9     | 1-2     |
|      | Шеньян                     | Кубок світу ФІДЕ (17 кат)                                            | 0  | 0 | 5  | 2½ з 5    |         |
|      | Неум                       | Чемпіонат Європи (рапід)                                             |    |   |    | з         | 2       |
| 2000 | Неум                       | Чемпіонат Європи (бліц)                                              |    |   |    | з         | 1       |
|      | Нью-Делі                   | Чемпіонат світу ФІДЕ                                                 | 6  | 5 | 3  | з         | 9-16    |
| 2001 | Дос-Ерманас                | (16 кат.)                                                            | 3  | 1 | 5  | 5½ з 9    | 1 (1-2) |
|      | Сараєво                    | (16 кат.)                                                            | 2  | 0 | 7  | 5½ з 9    | 3-4     |
|      | Панормо                    | Клубний чемпіонат Європи                                             | 5  | 1 | 1  | з         |         |
|      | Єреван                     | Командний чемпіонат світу                                            | 2  | 1 | 3  | з         | 2       |
|      | Москва                     | Чемпіонат світу ФІДЕ                                                 | 3  | 1 | 4  | з         | 9-16    |
| 2002 | Вейк-ан-Зеє                | (18 кат.)                                                            | 1  | 2 | 10 | 6 з 13    | 7-11    |
|      | Москва                     | Аерофлот опен                                                        | 4  | 1 | 4  | 6 з 9     | 6-20    |
|      | Дубай                      | ФІДЕ Гран-Прі                                                        | 4  | 4 | 6  | з         | 11      |
|      | Пойковський                | (16 кат.)                                                            |    |   |    | 5 з 9     | 4-6     |
|      | Сараєво                    | (16 кат.)                                                            | 2  | 1 | 6  | 5 з 9     | 3-6     |
|      | Москва                     | ФІДЕ Гран-Прі                                                        | 4  | 7 | 2  | з         | 9-16    |
|      | Біль                       | (16 кат.)                                                            | 2  | 1 | 7  | 5½ з 10   | 2-3     |
|      | Москва                     | Матч XXI століття (рапід)                                            | 2  | 1 | 5  | з         |         |
|      | Халкідіки (Греція)         | Кубок європейських чемпіонів                                         | 4  | 0 | 3  | з         |         |
|      | Хайдерабад                 | Кубок світу ФІДЕ                                                     | 5  | 1 | 13 | з         | 3-4     |
|      |                            | Корсика мастере (рапід)                                              |    |   |    | з         | 5-8     |
| 2003 | Таллінн                    | Меморіал Кереса (рапід)                                              | 4  | 1 | 2  | 5 з 7     | 2-3     |
|      | Москва                     | Аерофлот опен                                                        |    |   |    | 6½ з 9    | 5-10    |
|      | Дос-Ерманас                | (16 кат.)                                                            | 3  | 0 | 6  | 6 з 9     | 2 (1-2) |
|      | Есб'єрг                    | Кубок Північного моря (15 кат)                                       | 4  | 0 | 5  | 6½ з 9    | 1 (1-3) |
|      |                            | Відкритий чемпіонат Москви з бліцу на призи газети «Вечерняя Москва» |    |   |    | 16 з 19   | 1       |
|      | Ретимно                    | Клубний чемпіонат Європи                                             | 2  | 0 | 4  | з         |         |
| 2004 |                            | Гібралтар мастерз                                                    | 4  | 0 | 6  | 7 з 10    | 3-5     |
|      | Москва                     | Аерофлот опен                                                        | 4  | 0 | 5  | 6½ з 9    | 4-13    |
|      | Таллінн                    | Меморіал Кереса (рапід)                                              | 3  | 2 | 2  | 4 з 7     | 3-4     |
|      | Мальорка                   | 36-та шахова Олімпіада                                               | 4  | 0 | 5  | з         | 2       |
|      | Санкт-Петербург            | Відбірковий турнір до чемпіонату Росії                               | 4  | 0 | 5  | 6½ з 9    | 1       |
|      | Рейк'явік                  |                                                                      | 4  | 0 | 5  | 6½ з 9    | 1 (1-8) |
|      | Триполі                    | Чемпіонат світу ФІДЕ                                                 | 6  | 2 | 7  | з         | 9-16    |
|      | Тайвань                    | Кубок Саньїн Готель (16 кат)                                         | 3  | 2 | 4  | 5 з 9     | 3-4     |
|      | Москва                     | Матч Росія — Китай                                                   | 2  | 0 | 4  | 4 з 6     |         |
|      | Москва                     | 57-й чемпіонат Росії (Супер-фінал; 18 кат.)                          | 4  | 2 | 5  | 6½ з 11   | 3       |
| 2005 | Дос-Ерманас                | (16 кат.)                                                            | 2  | 1 | 6  | 5 з 9     | 2-5     |
|      | Пойковський                | (18 кат.)                                                            | 3  | 1 | 5  | 5½ з 9    | 3-4     |
|      |                            | Гібралтар мастерз                                                    | 4  | 1 | 5  | 6½ з 10   | 11-16   |
|      | Варшава                    | Чемпіонат Європи                                                     | 4  | 1 | 8  | 8 з 13    |         |
|      | Гетеборг                   | Командний чемпіонат Європи                                           | 4  | 2 | 2  | з         |         |
|      | Майнц                      | Ордікс (рапід)                                                       | 7  | 0 | 4  | 9 з 11    | 2-5     |
|      | Сен Вінсен                 | Клубний чемпіонат Європи                                             | 3  | 0 | 4  | з         |         |
|      | Бенідорм                   |                                                                      | 6  | 0 | 5  | 8½ з 11   | 3       |
|      | Альбокс                    |                                                                      | 5  | 0 | 4  | 7 з 9     | 2       |
|      | Ханти-Мансійськ            | Чемпіонат світу ФІДЕ                                                 |    |   |    | з         | 13      |
|      | Москва                     | 58-й чемпіонат Росії (Супер-фінал; 17 кат.)                          | 1  | 3 | 7  | 4½ з 11   | 9-10    |
| 2006 | Пойковський                | (18 кат.)                                                            | 2  | 1 | 6  | 5 з 9     | 3-5     |
|      | Томськ                     | Чемпіонат Росії, 1-ша ліга                                           | 3  | 1 | 5  | 5½ з 9    | 9       |
|      | Фуеген                     | Клубний чемпіонат Європи                                             | 4  | 1 | 2  | з         |         |
| 2007 | Нью-Делі                   |                                                                      | 7  | 0 | 3  | 8½ з 10   | 1       |
|      | Москва                     | 60-й чемпіонат Росії (Супер-фінал)                                   | 3  | 3 | 5  | 5½ з 11   | 4 (4-8) |

## Книги
- Защита Коцио, С.-Петербург, Соловьёв Сергей Николаевич 2014. 208 с., ISBN 978-5-903609-31-4, 1500 экз.

## Зміни рейтингу
| На цьому місці має відображатися графік чи діаграма, однак з технічних причин його відображення наразі вимкнено. Будь ласка, не видаляйте код, який викликає це повідомлення. Розробники вже працюють для того, щоби відновити штатне функціонування цього графіка або діаграми. | |
| | На цьому місці має відображатися графік чи діаграма, однак з технічних причин його відображення наразі вимкнено. Будь ласка, не видаляйте код, який викликає це повідомлення. Розробники вже працюють для того, щоби відновити штатне функціонування цього графіка або діаграми. |